# Panchlora camerunensis
Panchlora camerunensis är en kackerlacksart som beskrevs av John Borg 1902. Panchlora camerunensis ingår i släktet Panchlora och familjen jättekackerlackor. Inga underarter finns listade i Catalogue of Life.